# Why Leave Home?

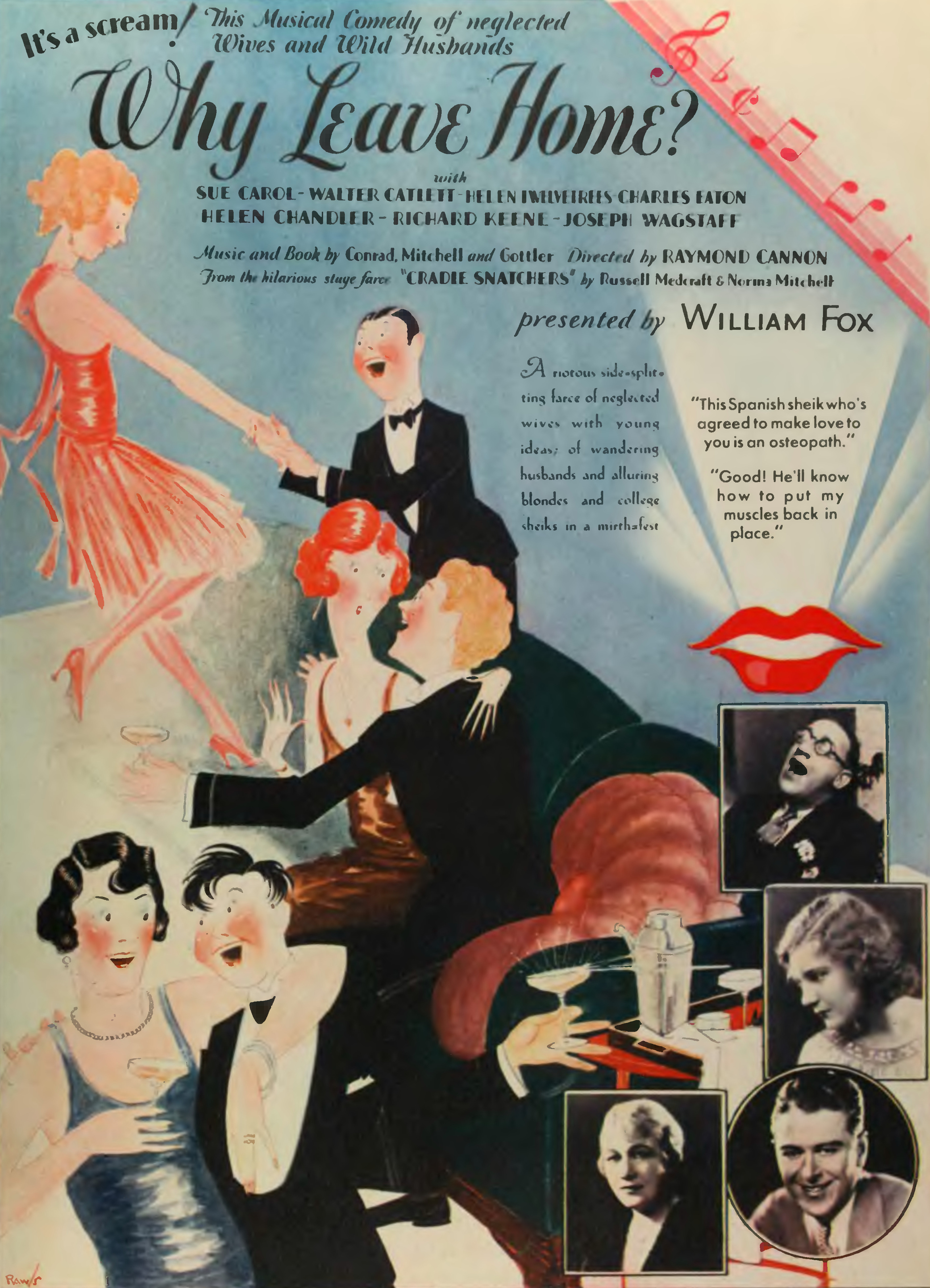
Annonce pour le film dans le magazine The Film Daily.

Why Leave Home? est un film américain pré-Code réalisé par Raymond Cannon et sorti en 1929. C'est un remake du film de 1927 Si nos maris s'amusent (The Cradle Snatchers).

## Fiche technique
- Réalisation : Raymond Cannon
- Scénario : Robert S. Carr, Walter Catlett d'après Cradle Snatchers de Russell Medcraft et Norma Mitchell
- Producteur : Malcolm Stuart Boylan
- Photographie : Daniel B. Clark
- Montage : Jack Murray
- Musique : Con Conrad, Archie Gottler, Sidney D. Mitchell
- Production : Fox Film Corporation
- Genre : Comédie dramatique, film musical[2]
- Durée : 70 minutes
- Date de sortie : 
  - États-Unis : 25 août 1929

## Distribution
- Sue Carol : Mary
- Nick Stuart : Dick
- Dixie Lee : Billie
- Ilka Chase : Ethel
- Walter Catlett : Elmer
- Gordon De Main : Roy
- Dot Farley : Susan
- Laura Hamilton : Maude
- Richard Keene : Jose
- Jean Laverty : Jackie
- Jed Prouty : George
- Fred MacMurray
- David Rollins